# Tof (Trommel)

Mirjams Tanz. Miniatur aus dem bulgarischen Tomić-Psalter um 1360. Mirjam in der Mitte spielt den tof, der hier wie eine Röhrentrommel aussieht, ihre Begleiterinnen schlagen Paarbecken zusammen.

Tof, auch toph (hebräisch תֹּף), Plural tuppim, ist eine historische, vor allem durch das Alte Testament überlieferte allgemeine Bezeichnung für Trommeln. Mit dem tof der Bibel war eine Rahmentrommel gemeint, die überwiegend, aber nicht nur von Frauen zur Begleitung von Gesängen bei freudigen Tänzen und Ritualtänzen gespielt wurde. Mythisches Vorbild für die von Frauen im Orient gespielte Rahmentrommel ist die alttestamentliche Prophetin Mirjam mit ihren Begleiterinnen. Eisenzeitliche Terrakotta-Figurinen, die trommelnde Frauen zeigen, belegen diese in der Zeit des alten Israel in Palästina aufgekommene kulturelle Bedeutung der Rahmentrommel.

## Etymologie
Die ugaritische Sprache ist auf Keilschrifttexten aus dem Stadtstaat Ugarit vom 14. bis zum 12. Jahrhundert v. Chr. belegt. Die Texte wurden häufig als Korrektiv für die Übersetzung hebräischer Wörter des Alten Testaments herangezogen. Sie enthalten eindeutig identifizierte Bezeichnungen für Musikinstrumente, die auch in der Bibel vorkommen: knr, vokalisiert hebräisch kinnor, „Leier“; msltm, hebräisch mesiltayim, „Zimbel“ und tp, hebräisch tof, sowie wahrscheinlich ṯlb für „Flöte“. In der ugaritischen Schrift bedeutet die wohl onomatopoetisch entstandene Konsonantenwurzel tp „Trommel“, „Trommler“ und „trommeln“ und bezieht sich offensichtlich auf einen eher hellen Trommelklang mit wenig Resonanz. Die Wurzel tp ist in vielen Sprachen enthalten, in denen sie für eine Trommel, jedoch nicht immer für eine Rahmentrommel steht.
Tp und tof gehen möglicherweise auf das sumerische Wort DUB zurück, das unter die umfassendere Bezeichnung für „Musikinstrument“, BALAG, fällt. Sumerisch DÚB-DÚB, „schlagen“, wird im Akkadischen zu a-da-ab und adapu. Das sumerische Lehnwort kommt in mittelbabylonischer Zeit (zweite Hälfte des 2. Jahrtausends v. Chr.) in einem akkadischen Lexikontext mit dem Determinativ (klassifizierender Zusatz) urudu.adapa, „Kupfer“-adapa, vor. Diese Trommel könnte anfangs nicht rund, sondern zumindest eine gewisse Zeit quadratisch und ein- oder beidseitig mit Haut bespannt gewesen sein. Dass es sich bei adapa überhaupt um ein Schlaginstrument gehandelt haben dürfte, ergibt die textliche Nähe zum Wort lilissu, mit dem die große sumerische Kesseltrommel bezeichnet wird.
Neben der bei Ritualen verwendeten Kesseltrommel lilissu scheint auch die dub dem Determinativ erû zufolge aus „Kupfer“ (Bronze) bestanden zu haben. Das sumerische DUB findet sich ebenfalls abgewandelt im akkadischen Wort dadpu und über das persische dabdabe und das arabische dabdāb im alten georgischen Wort für die Zylindertrommel dabdabi. Möglicherweise überlebt der Name noch in der nordindischen Klappertrommel budbudika (entspricht dem damaru) und der kleinen nordwestindischen Sanduhrtrommel dhadd.
Im Aramäischen hieß die Rahmentrommel tupa, im Alten Ägypten tbu. Im arabischen Raum ist der Name daf (ad-duff, Plural dufūf, Dialektvarianten wie deff) weit verbreitet und gelangte mit der arabisch-andalusischen Musik als adufe auf die Iberische Halbinsel. In Moldawien heißen große Rahmentrommeln doba und kleine zweifellige Trommeln tobe und dube, in Turkmenistan wird eine kleine Rahmentrommel mit 26 Zentimetern Durchmesser dap genannt.
Tof wird an 16 Stellen im Alten Testament erwähnt: Gen 31,27 ; Ex 15,20 ; Ri 11,34 ; 1 Sam 10,5 ; 2 Sam 6,5 ; Jesaja 5,12  und 24,8 ; Jer 31,4 ; Ps 68,26 ; 81,3 ; 149,3  und 150,4 ; Ijob 21,12  und 1 Chr 13,8 .
In Ijob 17,6  („Zum Spott für die Leute stellte er mich hin, ich wurde einer, dem man ins Gesicht spuckt.“) ist das Verb „spucken“ die Übersetzung von tofet (תֹּפֶת), ein abwertender Ausdruck, der im Tanach im übertragenen Sinn für den Altar des religiösen Kindsopfers steht. Überwiegend in Bibelkommentaren bis zum 19. Jahrhundert kommt die zweifelhafte Herleitung tofet von tof vor, eine Assoziation, die mit den beim Opferritual gespielten Trommeln begründet wird. Deren Schlagen sollte demnach die Schreie des lebendig verbrannten Opfers übertönen.
In der altgriechischen Bibelübersetzung Septuaginta wird tof mit tympanon (τύμπανον) übersetzt, in der spätantiken lateinischen Bibel Vulgata mit tympanum. In beiden Texten ist zweifellos eine Trommel gemeint. Auf griechischen Vasen ist das tympanon in Gestalt einer flachen Kesseltrommel seit dem 4. Jahrhundert v. Chr. abgebildet. Aus tympanon wurde im Englischen die Bezeichnung für die Rahmentrommel mit Schellen, timbrel (erstmals in King Alisaundre, der romantisch ausgeschmückten Versdichtung zum Leben Alexanders, Anfang des 14. Jahrhunderts erwähnt), und für die Pauke, timpani.

## Herkunft und Bauform

### Mesopotamische Rahmentrommeln
Weder bei den sumerischen noch den biblischen Namen von Musikinstrumenten finden sich konkrete Aussagen zu ihrer Bauform, weshalb die Formen der Musikinstrumente nur von Abbildungen bekannt und namentlich nur durch Rückschlüsse zuzuordnen sind. Das sumerische Wort BALAG für „Musikinstrument“ konnte Saiteninstrumente (im engeren Sinn Leiern) oder Trommeln meinen. In Mesopotamien erschienen in der ersten Dynastie von Uruk im 4. Jahrtausend v. Chr. auf Tonsiegelabrollungen in den Königsgräbern von Ur und gleichzeitig mit Leiern und Harfen in der ersten Hälfte des 3. Jahrtausends v. Chr. auf Einlegearbeiten in den Stadtstaaten Kiš und Mari Schlagidiophone als Gegenschlagstäbe und Klappern. In den Gräbern von Ur und Kiš fand man einige Klappern aus Metall, die von den Musikern paarweise mit beiden Händen zusammengeschlagen wurden. Auf den Abbildungen ist erkennbar, dass Tänzerinnen die Klappern zu ihrer rhythmischen Begleitung einsetzten.
Ab dem 3. Jahrtausend werden auch Trommeln dargestellt. Auf einem in Tell Agreb gefundenen Tongefäß sind drei Frauen abgebildet, die nach einer unsicheren Rekonstruktionszeichnung in der linken Hand eine runde Trommel oder möglicherweise eine Platte hochhalten, die sie mit einem Stab in der rechten Hand schlagen. Genauer erkennbar sind Trommeln auf Tontafeln ab etwa 2000 v. Chr., dem Beginn der Ur-III-Zeit. Tänzerinnen halten kreisrunde Gegenstände mit beiden Händen vor der Brust, so dass es sich nach Ansicht von Wilhelm Stauder um beidseitig mit Haut bespannte Rahmen gehandelt haben könnte, die mit Kügelchen gefüllt waren und die als Rasseltrommel geschüttelt wurden. Rasseltrommeln gingen demnach den geschlagenen Rahmentrommeln voraus, die in der babylonischen Zeit in der ersten Hälfte des 2. Jahrtausends in Vorderasien und Ägypten weit verbreitet waren.
Tontafeln aus Nippur und Babylon des 18. Jahrhunderts v. Chr. zeigen eine andere Spielhaltung der runden Rahmentrommel, die nun mit der linken Hand an die linke Schulter gepresst und ohne Stöckchen mit der rechten Hand geschlagen wird. Die Abbildungen wirken streng, was auf einen kultischen Zusammenhang hindeuten könnte. Möglicherweise praktizierte die Musikerin die noch heute übliche Spielweise, indem sie mit den Fingern der linken Hand auf den Rand des Fells und mit der rechten Hand in die Mitte schlug, um dadurch unterschiedliche Lautstärken und Klangfarben zu erzeugen. Eine andere Figur aus dem 18. Jahrhundert v. Chr. stellt eine Tänzerin dar, die eine Rahmentrommel in Kopfhöhe weit von sich hält und zur Begleitung einer Leier in einer weniger streng festgelegten Art agiert. In dieser Zeit scheint die Rahmentrommel bei den Babyloniern und gemäß ähnlichen Abbildungen auch bei den weiter nördlich lebenden Assyrern statt bisher solistisch bei Kulten nun eher zur Unterhaltung und im Zusammenspiel mit anderen Instrumenten eingesetzt worden zu sein.
Die vermutlich älteste erhaltene Figur mit einer Trommel aus Zypern ist eine vogelköpfige weibliche Terrakottastatuette der Spätbronzezeit, die 1400–1230 v. Chr. (spät-zypriotisch II) datiert. Die stehende Musikerin hält mit seitwärts abgewinkelten Armen einen runden flachen Gegenstand, der als Trommel gedeutet wird, quer vor der linken Brust. Bis um 700 v. Chr. sind keine weiteren Trommeldarstellungen aus Zypern bekannt.

### Glockenförmige Trommlerin-Figurinen
Der in der Bibel genannte tof war nach heutigen Erkenntnissen eine kreisrunde Rahmentrommel mit einem Durchmesser von 25 bis 30 Zentimetern (der Länge eines Unterarms). Eine solche Trommel schlägt eine in das 9. bis 7. Jahrhundert v. Chr. datierte, weibliche Terrakottafigur aus Schiqmona (heute Tell as-Samak, eine eisenzeitliche Siedlung in der Nähe des Karmel-Gebirgszugs im Norden Israels). Diese Trommlerin ist eine von 14 Exemplaren, die als glockenförmige (konische) Trommlerin-Figuren zusammengefasst werden und die einen winzigen Teil der über 700 eisenzeitlichen Terrakottafiguren aus den Küstengebieten Palästinas ausmachen. Die älteste glockenförmige Trommlerin-Figur stammt aus dem 11./10. Jahrhundert vom Berg Nebo; ab dem 8./7. Jahrhundert v. Chr. werden sie den Phöniziern zugerechnet. Drei Figuren wurden in Samaria gefunden, von drei weiteren ist der Fundort unbekannt. Die stilistisch unterschiedlichen Figuren sind 15 bis 25 Zentimeter groß und innen hohl. Anders als die fein herausgearbeiteten Gesichtszüge sind von den schematischen flachen Händen nur die Umrisse ohne Finger zu sehen. Im Unterschied zur babylonischen Musikerin hält die in den glockenförmigen Tonfiguren aus Palästina abgebildete Trommlerin ihr Instrument tiefer, näher am Körper und nahezu rechtwinklig zum Oberkörper nach vorn gerichtet. Eine solche Haltung kommt ansonsten nur bei einigen jüngeren (6. Jahrhundert v. Chr.) Figuren aus Zypern vor. Terrakotta-Trommlerinnen aus dem Norden Phöniziens halten ihr Instrument ebenfalls ähnlich, jedoch steif und mit den Händen symmetrisch auf beiden Seiten der Membran. In einer solchen Haltung sind Trommeln kaum spielbar, es könnte sich hierbei auch um Becken handeln.

### Terrakottaplaketten mit Trommlerinnen
Neben den seit den 1930er Jahren beschriebenen hohlen, glockenförmigen Figurinen gibt es aus dem biblischen Raum figürliche Terrakottaplaketten. Anfang der 1940er Jahre klassifizierte James B. Pritchard 294 vom 18. bis zum 6. Jahrhundert v. Chr. datierte Terrakottaplaketten aus Palästina, die nackte oder halbnackte stehende Frauengestalten darstellen, in acht Gruppen. Sein Thema war, diese Figuren mit schriftlich bekannten Gottheiten in Verbindung zu bringen, für viele sah er einen Zusammenhang mit Mutterschaft oder Fruchtbarkeitskulten. Zu Gruppe 5 (Figurine Holding Disc) zählte er 14 Plaketten, die vollplastische Figuren mit einem runden Gegenstand flach vor die linke Brust gepresst zeigen. Die linke Hand hält von unten den Rand der mutmaßlichen Rahmentrommel, die flache rechte Hand überdeckt die Fellmitte. Die Frauen tragen meist eine Kopfbedeckung und sind reich mit Schmuck behängt. Die Frage, ob diese eisenzeitlichen weiblichen Tonfiguren aus Palästina runde Metallplatten, Trommeln oder etwas anderes in den Händen halten, ließ Pritchard unbeantwortet und lieferte zur Auswahl Rahmentrommel, Kuchen/Brot (als Opfergaben, wie mehrfach im Alten Testament belegt), Kesseltrommel, Rahmenrassel oder Platte/Schüssel. Diese Frage hat die ikonographische Forschung seither intensiv beschäftigt und zuletzt mehrheitlich zugunsten der Rahmentrommel (ohne Schellen) beantwortet.
Die Parallelen zu den mesopotamischen Vorläufern zeigen eine historische Kontinuität des Trommlerinnenmotivs im Vorderen Orient. Pritchards Gruppe Figurine Holding Disc („Frauenfigur mit Scheibe in der Hand“ oder „...vor der Brust“) ist bis heute auf über 40 angewachsen. Acht Plaketten stammen aus Megiddo, vier vom nahegelegenen Bet Sche’an, drei aus Gezer, zwei aus Hazor und zwei aus Amman.
Dass es sich bei den Terrakotta-Trommlerinnen um die Darstellung einer Gottheit oder Priesterin handelt, scheint eindeutig. Die Figuren könnten als Heiligenbild einen Hausgott (terafim) symbolisiert, als Amulett oder schlicht als Spielzeug gedient haben. Letztere Deutung möchte ein Gegengewicht zur häufig pauschalen Vereinnahmung als Muttergottheit bilden. Nach den Fundstellen zu urteilen – Grabstätten, Wohn- und Kultbereiche, kamen die Darstellungen der Trommlerinnen in einer sakralen und wohl überwiegend weltlichen Umgebung vor. In diese Zusammenhänge gehörten offensichtlich auch die Urbilder der Tonfiguren, die realen Trommlerinnen. Mit sakralen und weltlichen Bezügen werden sie gleichfalls im Alten Testament erwähnt.
Entsprechend den archäologischen Fundstücken wird der tof als kreisrunde Rahmentrommel aus Holz ohne Schellen verstanden. Laut nachbiblischen Quellen war er mit der Haut eines Widders bespannt. In 2 Sam 6,5  tanzen König David und alle Israeliten zur Begleitung von Musikinstrumenten, deren Namen als zwei unterschiedliche Leiern (nicht „Harfe“), Rahmentrommel, Gefäßrassel aus Ton und möglicherweise als Zimbeln zu übersetzen sind. Ob die Rahmentrommel ein- oder beidseitig mit Membran bespannt war, ist unklar. Bei den Figurinen könnte die Trommel auch zweifellig sein, bei den Plaketten scheint sie einfellig. Früher geäußerte Vorschläge für den Trommeltyp waren ferner quadratische Rahmentrommel und Sanduhrtrommel. Zu unterscheiden von den Trommlerinnen sind Tonfiguren wie die Darstellung einer stehenden Frau aus Zypern (Metropolitan Museum of Art, 74.51.1675), deren parallel vorgestreckte Hände von beiden Seiten eine senkrechte Scheibe halten, die eindeutig als Paarbecken (in biblischen Texten mesiltayim, selselim) identifiziert werden kann.

## Spielweise und Verbreitung

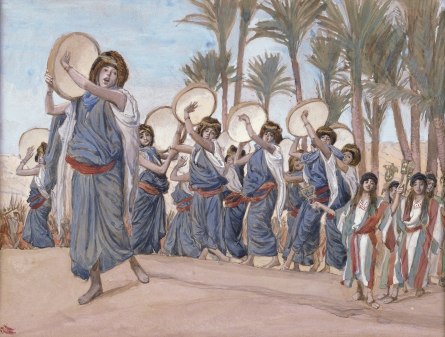
„Lieder der Freude“. Mirjam und ihre Begleiterinnen. Gouache auf Karton von James Tissot, um 1896–1902

Fünf Bibelstellen erwähnen trommelnde Frauen:
1. Der tof wird zuallererst mit der alttestamentlichen Prophetin Mirjam assoziiert, die gemäß Ex 15,20-21 EU beim Auszug aus Ägypten und nach der gelungenen Durchquerung des Schilfmeeres mit ihren Begleiterinnen zusammen einen Freudentanz aufführt. Dazu schlagen die Tänzerinnen den Rhythmus mit Trommeln.
2. In Ri 11,34 EU heißt es: „Als Jiftach nun nach Mizpa zu seinem Haus zurückkehrte, da kam ihm seine Tochter entgegen; sie tanzte zur Pauke. Sie war sein einziges Kind; er hatte weder einen Sohn noch eine andere Tochter.“ Das Buch Richter, in welchem dieser Satz enthalten ist, war Ende des 8. Jahrhunderts v. Chr., also vor der Überarbeitung durch die Deuteronomisten, bereits fertiggestellt. Der Freudentanz von Jiftachs Tochter beschreibt die Stimmung im südlichen Reich Juda nach der Zerstörung des Königreichs Israel. Nachdem der Vater seiner Tochter erklärt hatte, sie, weil sie ihm als erste entgegengekommen war, opfern zu müssen, erbittet sie eine zweimonatige Frist, um ihre Jungfräulichkeit zu beklagen.
3. 1 Sam 18,6 EU: „Als sie nach Davids Sieg über den Philister heimkehrten, zogen die Frauen aus allen Städten Israels König Saul singend und tanzend mit Handpauken, Freudenrufen und Zimbeln entgegen.“
4. Dem Einzug Gottes ins Heiligtum folgen laut Ps 68,26 EU in einem feierlichen Gesang (Paian) „...voraus die Sänger, die Saitenspieler danach, dazwischen Mädchen mit kleinen Pauken.“ Psalm 68 scheint der Tradition des Nordreichs Israel anzugehören.
5. Der Satz in Jer 31,4 EU enthält einen sublimierten Bezug zwischen Trommel und Frauen: „Ich baue dich wieder auf, du sollst neu gebaut werden, Jungfrau Israel. Du sollst dich wieder schmücken mit deinen Pauken, sollst ausziehen im Reigen der Fröhlichen.“ Die Trommel wird hier tabret genannt.[23]

Der tof war dennoch kein ausschließlich von Frauen gespieltes Musikinstrument, dies gilt lediglich für das solistische Trommelspiel. Im Orchester mit anderen Instrumenten konnten auch Männer den tof spielen. Keine Bibelstelle erwähnt die Verwendung des tof für die Ritualmusik im Tempel. Hier kamen von Männern gespielte Saiteninstrumente und Zimbeln zum Einsatz. Bei Kulttänzen außerhalb des Tempels, religiösen Festen und Prozessionen wurden dagegen Trommeln geschlagen. Daran nahmen Frauen als Sängerinnen und Musikerinnen teil. Die Reihenfolge bei Prozessionen geht aus Psalm 68,26 hervor: Sänger, Trommlerinnen und dahinter die übrigen Musiker. Gen 31,27  schildert Jakobs Trennung von Laban. Er sagt zu Jakob: „Warum hast du mir verheimlicht, dass du dich davonmachen wolltest, und warum hast du mich überlistet und mir nichts gesagt? Ich hätte dir gern das Geleit gegeben mit Gesang, Pauken und Harfen.“ Diese Stelle ist ein Beispiel für den weltlichen, wohl aus einer früheren Zeit stammenden Einsatz des tof bei freudigen Anlässen.
Im Alten Testament ist die Trommel wie in anderen Kulturen – vom altgriechischen Kybele-Kult mit dem tympanon über den Zar-Kult in islamischen Ländern bis zu den präkolumbischen Mythen und Ritualen in den Anden – ein weibliches Attribut und ein Instrument für Kulttänze. Die nackten Terrakottafiguren beinhalten die Vorstellung von Fruchtbarkeit und Erotik. Dieser im Volk weit verbreitete sinnliche Aspekt wurde von der Priesterschaft wie in Jeremia 31,4 durch die Metapher „Jungfrau Israel“ überhöht.
Eine frühchristliche Mirjam-Darstellung blieb an einem in Rom gefertigten Sarkophag aus dem 4. Jahrhundert erhalten. Dort sind vier vollplastische Figuren auf einem Relief zu sehen, die zu einer Gruppe zusammenstehen. Die weibliche Figur auf der rechten Seite präsentiert sich als Leiterin der Gruppe. Sie hält eine Rahmentrommel flach vor der linken Brust und umfasst mit der rechten Hand einen Schlägel, der auf dem Trommelfell aufliegt. Im Unterschied zu den vorchristlichen Terrakotta-Abbildungen handelt es sich um keine reine Frauengruppe und die Personen führen keinen Tanz auf. Die wesentlichen Merkmale der hebräischen Mirjam-Ikonographie fehlen also. Die meisten Mirjam-Darstellungen stammen aus dem späten Mittelalter. Dass der Frauentanz mit Gesang und Trommelbegleitung in dieser Zeit weiterhin gepflegt wurde, lässt sich aus den entsprechenden Abbildungen erschließen. In der um 880 geschaffenen, illuminierten byzantinischen Handschrift Homilien des Gregor von Nazianz hält Mirjam Schellen und Glocken in den Händen. In einem ebenfalls byzantinischen, bebilderten Oktateuch aus dem 11. Jahrhundert (aufbewahrt in der Biblioteca Apostolica Vaticana, Signatur: MS gr. 747, fol. 90v.) schlägt Mirjam eine Zylindertrommel. Die getreue Abbildung einer Rahmentrommel erscheint auf einer Miniatur in der im 11. Jahrhundert entstandenen Bibel von Ripoll. Mirjam zeigt sich hier in tanzender Bewegung und schlägt die Trommel mit ausgestreckten Armen (Biblioteca Apostolica Vaticana, MS lat. 5729, fol. 82r.). Beispielhaft für die Darstellung einer quadratischen Rahmentrommel, wie sie auf der Iberischen Halbinsel vorkam und der heutigen portugiesischen adufe entspricht, ist eine Psalmillustration aus dem Nordosten Frankreichs (Anfang 13. Jahrhundert, London, British Library, MS Egerton 2652, fol. 146r.). Der assoziativ illustrierte Vers (Psalm 98,1 : „Singt dem Herrn ein neues Lied; denn er hat wunderbare Taten vollbracht.“) entspricht inhaltlich dem Lobpreis Mirjams. In hebräischen Bibeln ist die quadratische Rahmentrommel stets ein Merkmal der sephardischen Tradition, während eine runde Trommel nicht zwangsläufig im Umkehrschluss eine aschkenasische Herkunft vermuten lässt.

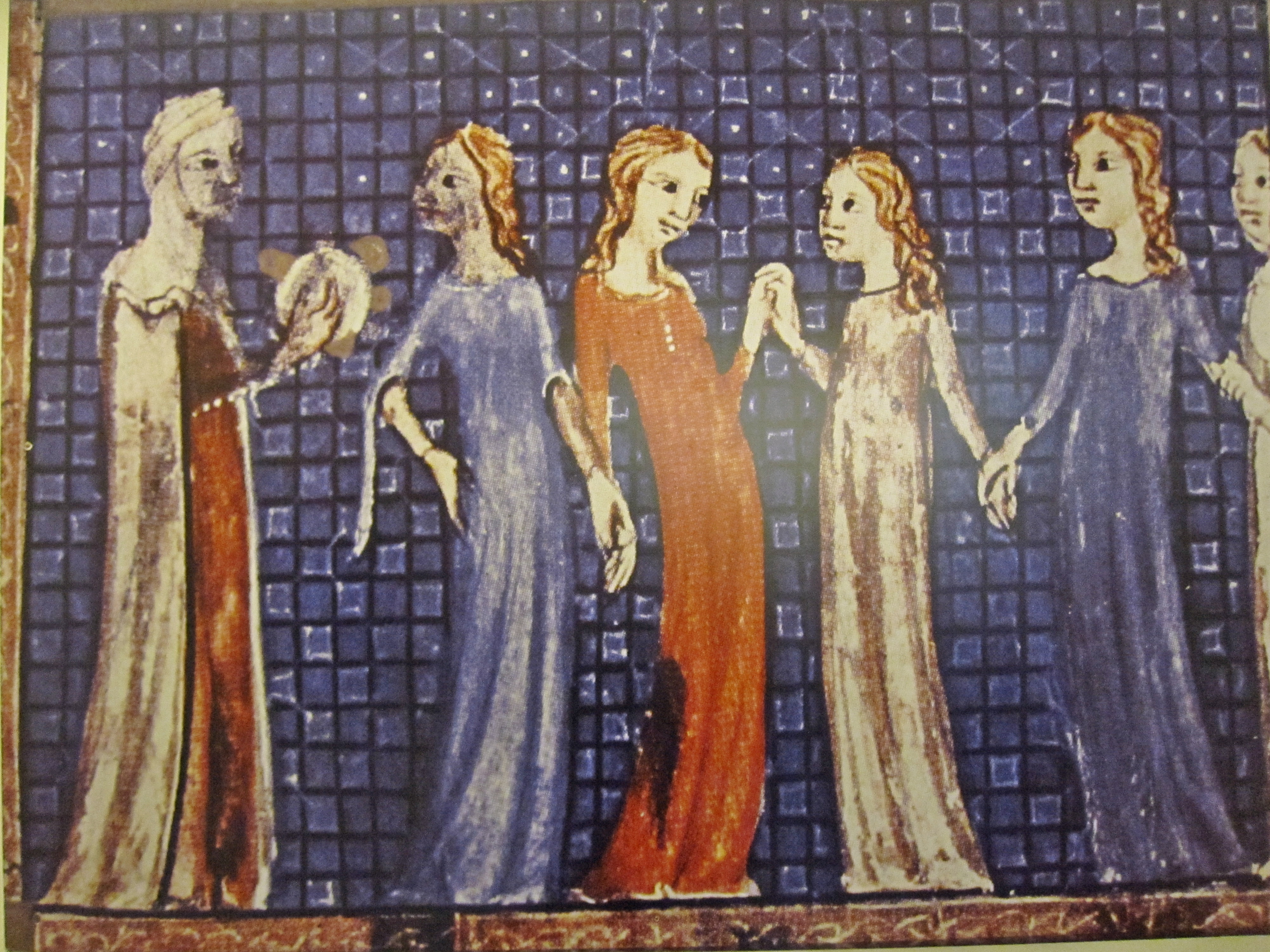
Sarajevo Haggada, fol. 28r. Herkunft Aragonien, nach 1350. Aufbewahrt in Sarajevo, Zemaljski muzej Bosne i Hercegovine.

Die Sarajevo-Haggada, eine in Sarajevo aufbewahrte illustrierte Handschrift, die eine Handlungsanweisung (Haggada) zur Durchführung des Pessach-Festes enthält, zeigt in fol. 28r. unten eine klassische Szene von Mirjam mit Rahmentrommel und fünf Mädchen, die freudig tanzen. Vier der fünf, in langen schlanken Gewändern in einer eleganten S-förmig gebogenen Körperhaltung dargestellten Tänzerinnen haben ihren Blick auf Mirjam gerichtet, die ruhig am linken Bildrand steht. Mirjam ist ihren strengen Gesichtszügen nach eine alte Frau und trägt ein Kopftuch, das ihr bis über die Schultern hängt. Sie spielt eine runde, einseitig bespannte Schellentrommel, deren Metallplättchen gut erkennbar aus dem Rahmen herausragen. Schellentrommeln (Tamburin) sind seit Anfang des 13. Jahrhunderts in ganz Europa bekannt, auf italienischen Abbildungen des 14. und 15. Jahrhunderts sind sie von allen Musikinstrumenten am häufigsten vertreten. In England ersetzte im 18. Jahrhundert die Schellentrommel (tambourine) die ältere Rahmentrommel ohne Schellen (tymbre). Eine Schellentrommel könnte auch auf der Ende des 14. Jahrhunderts in der Lombardei angefertigten aschkenasischen Haggada-Handschrift zu sehen sein (Jerusalem, Jewish Theological Seminary, Schocken Bibliothek, MS 24085, fol. 32r.). Drei im Viertelprofil stehende Frauen sind zu sehen, von denen die mittlere, Mirjam, ihre Trommel zu schütteln scheint, während rechts eine Tänzerin ihre Arme nach oben reckt und die Tänzerin links eine Klapper schlägt.
Moses dal Castellazzo (1466–1526), ein in Venedig lebender jüdischer Porträtmaler, schuf einen Holzschnitt zu einer Bilderbibel, auf dem sechs Frauen, die sich an den Händen fassen, im Kreis einen Reigen tanzen. Hiervon existiert eine Kopie von 1521 in Form einer Federzeichnung (Warschau, Zydowski Instytut Historyczny, cod. 1164, fol. 90). Eine einzelne Frau steht am linken Bildrand. Mit einer Drehbewegung des Oberkörpers blickt sie über ihre Schulter zur Tanzgruppe und schlägt mit beiden Händen ein Paarbecken. Die Frauen tragen alle Kopftücher und lange, bäuerlich wirkende, wallende Kleider.
Eine süddeutsche Handschrift um 1320 eines Machsor (jüdisches Gebetbuch) stellt zwei Menschengruppen dar, die sich von rechts nach links bewegen (Budapest, Magyar Tudományos Akadémia Kônyvtára, A384, fol. 197r.). Unten ziehen Ägypter mit Streitwagen, Pferden, Fahnen und Lanzen in den Krieg, angeführt vom reitenden Pharao. Im oberen Bildfeld führt Mose die Gruppe der Israeliten an und teilt mit einem Stab das Schilfmeer. Die dritte der nicht chronologisch wiedergegebenen Handlungen zeigt die Gruppe der Frauen, welche die gelungene Flucht der Israeliten vor den verfolgenden Ägyptern feiern. Die vorne stehende Frau hält eine Flöte in der rechten Hand sowie eine Trommel, die am rechten Arm befestigt zu sein scheint und die sie mit einem Schlägel in der linken Hand schlägt. Die Mirjam dieser Szene spielt die im Mittelalter beliebte Kombination aus einer Einhandflöte und der Trommel Tabor.
Joachim Braun sieht die alttestamentliche Tradition trommelnder Frauen in besonderer Weise in den Tanzliedern jüdischer Frauen im Jemen erhalten, die sie dort als Diaspora bis zur Mitte des 20. Jahrhunderts pflegten. Das hohe Alter der jemenitisch-jüdischen Musik glaubt er durch jemenitische Volkssagen belegt. Die Leiterin (Dichterin, meschoreret) des Reigentanzes trägt die Verse vor und legt – als moderne Mirjam – mit ihrer Trommel den Rhythmus für die Frauengruppe fest. Ob überhaupt und inwieweit im Jemen eine altisraelitische Musikkultur durch mündliche Überlieferung bewahrt wurde, lässt sich jedoch nicht nachweisen. Immerhin scheint die im Jemen ausschließlich mündlich überlieferte Psalmodie auf relativ alten melodischen Formen zu basieren. Die jemenitischen Frauen begleiteten ihren Gesang mit Händeklatschen, verschiedenen Trommeln und dem sahn nuhasi, einem mit den Händen geschlagenen flachen Kupferteller. Dies sind dieselben Rhythmusinstrumente, mit denen bis heute die muslimischen Jemeniten ihre Lieder begleiten. Die Tradition weltlicher und religiöser Frauengesänge mit Trommelbegleitung ist im Orient von Nordafrika bis Zentralasien weit verbreitet. Zwar auch von Männern gespielt, jedoch stärker mit der Musik der Frauen verbunden ist die Rahmentrommel daira, die mit Aussprachevarianten dieses Namens in der gesamten genannten Region vorkommt.